# サバクツノトカゲ

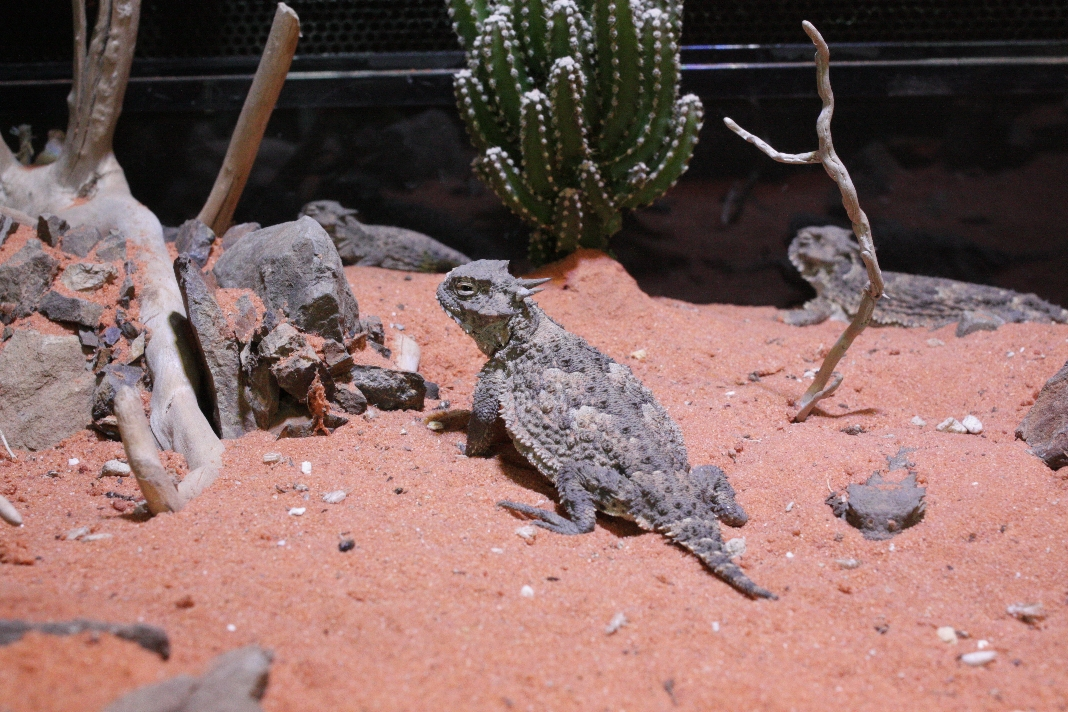
飼育されているサバクツノトカゲ

サバクツノトカゲ（砂漠角蜥蜴、学名：Phrynosoma platyrhinos）は、イグアナ科（ツノトカゲ科とする説もあり）ツノトカゲ属に分類されるトカゲ。

## 分布
- P. p. platyrhinos

アメリカ合衆国（アイダホ州、カリフォルニア州北東部、ネバダ州北部、モンタナ州南部、ユタ州北部）
- P. p. calidiarum

アメリカ合衆国（アリゾナ州西部、カリフォルニア州南東部、ネバダ州南部、ユタ州南部）、メキシコ（ソノラ州、バハカリフォルニア州北部）

## 形態
全長7-13cm。体形は非常に扁平。体側面には襞状の鱗が1列に並ぶ。腹面の鱗は滑らか。後頭部にはやや短い角状の鱗がある。背面には赤、褐色、白、灰色などの複雑な斑紋が入る。

## 分類
- Phrynosoma platyrhinos platyrhinos　Girard, 1852　　Northern desert horned lizard
- Phrynosoma platyrhinos calidiarum　(Cope, 1896)　　Southern desert horned lizard

## 生態
基底が砂や砂礫の、砂漠や荒地などに生息する。昼行性。危険を感じると体を平たくして相手をやり過ごすか、茂みの中へ逃げこむ。また口を大きく開けて相手に噛みつき威嚇することもある。ツノトカゲの仲間にしばしばみられる、目から血を飛ばす威嚇行動は、俗に本種の特徴として紹介されることもあるが、学術的には否定されている。
食性は動物食の強い雑食で、主にアリを食べるが、植物質を食べることもある。
繁殖形態は卵生。6-7月に1回に2-16個の卵を産む。卵は50-60日で孵化する。

## 人間との関係
ペット用として流通されることがあり国を超えて売買されている。野生個体だけでなく飼育下繁殖個体が流通することもある。飼育は難しく、飼育下繁殖だけではなく長期飼育例も少ない。テラリウムで飼育される。シート状の遠赤外線ヒーターや保温用の電球などで保温し、それとは別に昼間（もしくは照明と合わせて一定時間）小型の保温用の電球などをケージの中へ照射し局所的に高温になる場所を作る。照明として紫外線照射量の多い専用の蛍光灯やメタルハライドランプを一定時間点灯する。水容器を設置しても容器から水を飲むことはまずなく脱水症状を起こすこともあるため、ケージの壁面に霧吹きをしたりスポイトを用いて直接的に水を与える。餌は必ずしもアリのみを与える必要はないと考えられているが、大量の小型昆虫（コオロギの幼虫など）を比較的高い頻度で与える必要がある。